# Bruno K. Schultz

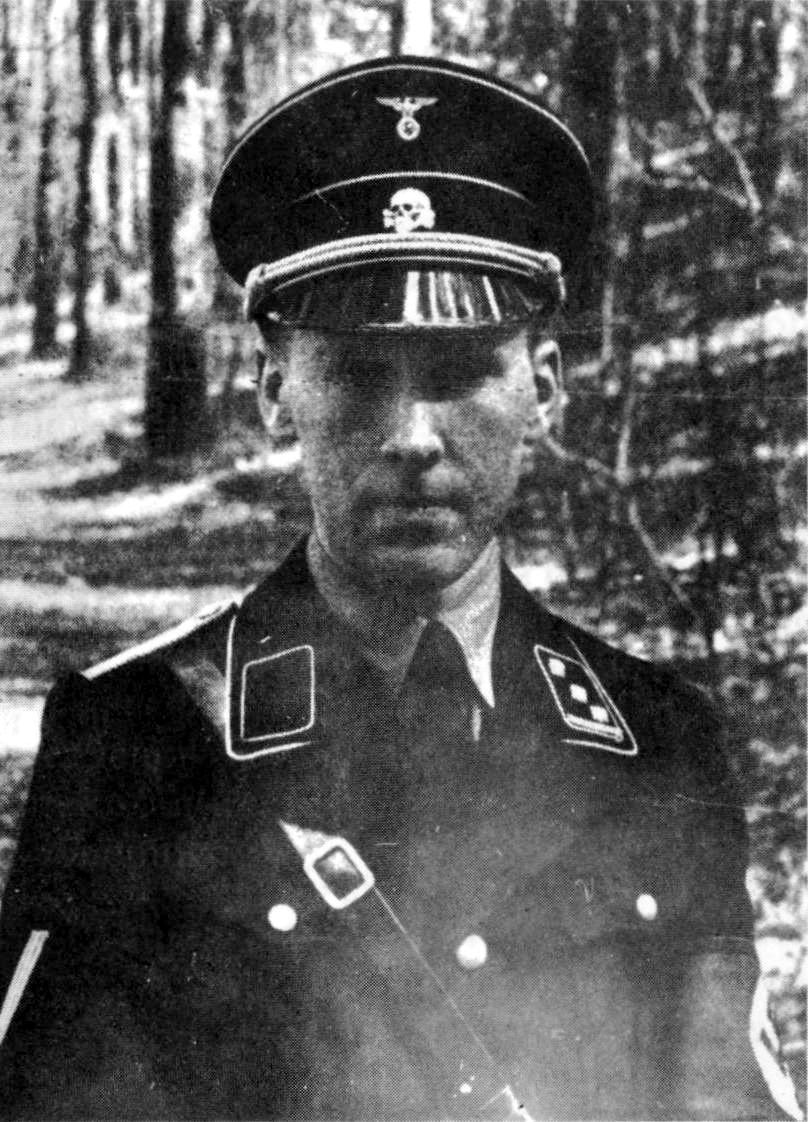
Bruno Kurt Schultz in der schwarzen Vorkriegsuniform der Allgemeinen SS. Der leere rechte Kragenspiegel verweist auf dessen organisatorische Zuordnung zum Rasse- und Siedlungshauptamt hin.

Bruno Kurt Schultz (* 3. August 1901 in Sitzenberg, Österreich-Ungarn; † 9. Dezember 1997 in Altenberge) war ein österreichisch-deutscher Anthropologe und Rassenhygieniker, der als Rassenbiologe im Dritten Reich zum „Rassenexperten“ der Schutzstaffel aufstieg, der er als SS-Standartenführer angehörte.

## Leben
Schultz, der Sohn des stellvertretenden Polizeipräsidenten Bruno Schultz und Neffe des völkischen Philosophen Wolfgang Schultz, besuchte nach der Volksschule ein humanistisches Gymnasium. Nach der Matura absolvierte Schultz ein Studium der Völkerkunde und Anthropologie an den Universitäten Wien, Uppsala und Leipzig. Das Studium schloss Schultz 1924 in Wien mit Promotion zum Dr. phil. ab, der Titel seiner Dissertation lautet Beiträge zu den Jenseitsvorstellungen der Germanen.

### Wissenschaftliche Tätigkeit
Ab 1924 war Schultz als wissenschaftlicher Assistent unter Otto Reche bei der Mittelstelle für Volks- und Kulturforschung in Leipzig und anschließend kurzzeitig am Naturhistorischen Museum in Wien tätig. Ab 1927 war er an der Universität Wien und bereits 1928 unter Theodor Mollison an der Universität München jeweils am dortigen Anthropologischen Institut beschäftigt. In München folgte 1934 seine Habilitation und Schultz wurde an der Universität München Lehrbeauftragter für Rassenkunde sowie menschliche Erblehre. Ab 1936 war Schultz Professor an der Reichsakademie für Leibesübungen und wurde dort zwei Jahre später zusätzlich Direktor des biologischen Instituts der Reichsakademie. In Personalunion übernahm er 1938 eine außerordentliche Professur für „Rassenbiologie“ an der Universität Berlin.
Ende 1941 wechselte er auf Betreiben von Wilhelm Saure an die Reichsuniversität Prag, wo er 1942 Professor für „Erb- und Rassenhygiene“ und Vorstand des Instituts für Rassenkunde der Naturwissenschaftlichen Fakultät wurde. Nach dem Ende des Zweiten Weltkrieges war Schultz ab 1951 Professor zur Wiederverwendung an der Universität Münster unter Otmar Freiherr von Verschuer am dortigen Institut für Humangenetik. Schultz wurde 1960 emeritiert und lebte danach als Pensionär.

### Politische Tätigkeit und SS-Führer beim RuSHA
Bereits als Jugendlicher war Schultz völkisch orientiert, so gehörte er ab 1918 der „nationalbewußten Jugend“ des Deutschen Schulvereins an. Während seines Studiums engagierte er sich an der Universität Wien beim Völkischen Block der Deutschen Studentenschaft und hielt ab 1927 rassenpolitische Vorträge in München. Schultz bekleidete zudem die Funktion eines Ortgruppenführers beim Nordischen Ring. Ab 1929 war er zudem Schriftleiter der in J. F. Lehmanns Verlag in München seit 1926 herausgegebenen Zeitschrift Volk und Rasse (eine „illustrierte Monatsschrift für deutsches Volkstum, Rassenkunde und Rassenpflege“) und wurde im gleichen Jahr deutscher Staatsbürger.
Durch diese Tätigkeiten wurde Walther Darré auf Schultz aufmerksam und offerierte Schultz im Januar 1932 eine Stelle als „Referent für Rassenkunde“ im Rasse- und Siedlungsamt an, die dieser aber nur bekleiden könne wenn er NSDAP und SS angehören würde. Zudem wurde Schultz zugesichert, während seiner Tätigkeiten im Rasse- und Siedlungsamt seine wissenschaftliche Karriere weiter fortführen zu können. Schultz trat zum 1. Februar 1932 der NSDAP (Mitgliedsnummer 935.761) und zum 5. Februar desselben Jahres der SS bei (SS-Nummer 71.679). Bei der Allgemeinen SS erreichte Schultz zu Beginn der 1940er Jahre den Rang eines SS-Standartenführers.
Ab März 1932 begann der Rassenspezialist Schultz mit seiner Tätigkeit als Rassereferent bei dem Rasse- und Siedlungsamt und hielt rassenkundliche Schulungen vor SA- und SS-Führern. Referent war er auch im August 1933 bei von dem „NS-Rassenbiologen“ Karl Astel durchgeführten rassenpolitischen Schulungen in der Staatsschule für Führertum und Politik in Egendorf. Ab 1934 war Schultz hauptamtlich Leiter der Abteilung „Rassenkunde und Rassenforschung“ im Rasse- und Siedlungsamt und gehörte dort ab 1937 der Stabsführung an. Zudem war er ab 1934 beim Reichsbauernführer in Berlin Stabsabteilungsleiter im Stabsamt und gehörte dem Sachverständigenbeirat für „Bevölkerungs- und Rassenpolitik“ beim Reichsministerium des Inneren an. Ab 1936 war Schultz beim Reichsausschuss zum Schutze des deutschen Blutes stellvertretendes Mitglied. Er gehörte auch der Schrifttumskommission des Deutschen Ahnenerbes an.
Bruno K. Schultz, der seine Tätigkeiten für die SS parallel zu seiner universitären Arbeit verrichtete, war ab Oktober 1941 in Personalunion Leiter des nach Prag verlegten Rassenamtes des Rasse- und Siedlungshauptamtes. Während des Zweiten Weltkrieges nahm Schultz in deutsch besetzten Gebieten rassenkundliche Untersuchungen an Zivilisten vor (Elsaß-Lothringen, Polen, Jugoslawien, Slowenien, Sowjetunion) und ließ durch von ihm ausgebildete Rasseprüfer rassisch unerwünschte Menschen ausmustern beziehungsweise geeignete Kinder eindeutschen. Diese Tätigkeiten fanden im Rahmen der sogenannten „Umvolkungsaktionen“ statt. Nach den Folgekonferenzen der Wannseekonferenz zur „Endlösung der Judenfrage“ erarbeitete Schultz 1943 ein Gutachten, in dem er empfahl Jüdische Mischlinge II. Grades mit „jüdischen Merkmalen im äußeren Erscheinungsbild“ wie „Jüdische Mischlinge I. Grades“ zu behandeln. Diesem Vorschlag stimmten Reichsführer SS Heinrich Himmler und Martin Bormann zu. Kriegsbedingt wurde der Vorschlag jedoch nicht mehr umgesetzt. Diese Maßnahme hätte zur Folge gehabt, dass die entsprechend identifizierten Personen Zwangssterilisationen unterzogen worden wären.
Auf eigenen Wunsch absolvierte Schultz ab Frühjahr 1944 einen fünfmonatigen Lehrgang an der SS-Junkerschule Bad Tölz. Ende August 1944 kam er als Standartenoberjunker zur Waffen-SS und war ab Januar 1945 mit der SS-Panzerdivision Nordland im Kampfeinsatz.
Schultz wurde nach Kriegsende im Rahmen der Entnazifizierung als Mitläufer eingestuft. In der Sowjetischen Besatzungszone wurde seine Schrift Taschenbuch der rassenkundlichen Meßtechnik (Lehmann, München 1937) auf die Liste der auszusondernden Literatur gesetzt. Juristisch wurde er nicht belangt, jedoch durch das Landeskriminalpolizeiamt Nordrhein-Westfalen im Sommer 1966 zweimal vernommen.

## Schriften

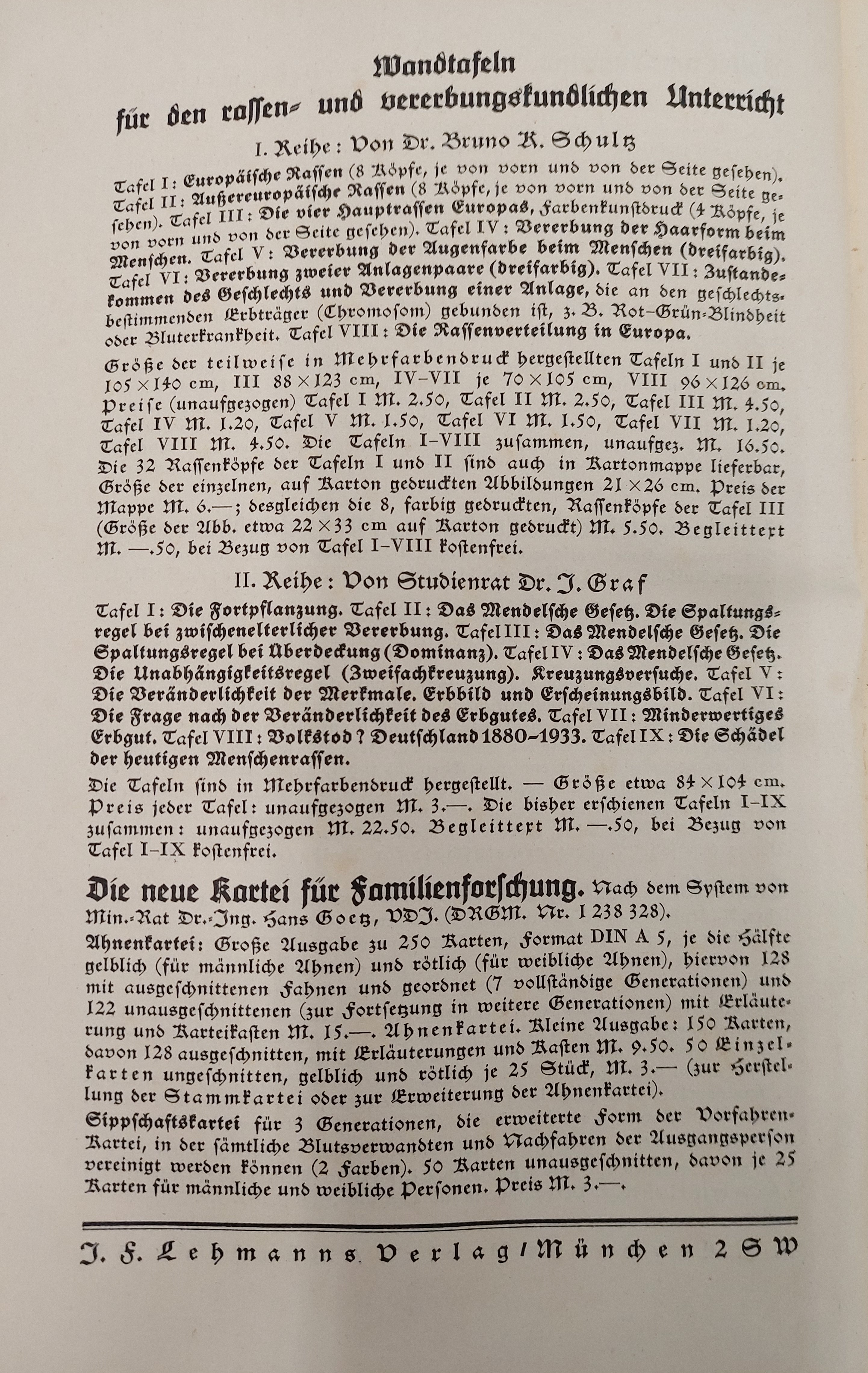
Anzeige für Wandtafeln (1936)

- Erbkunde, Rassenkunde, Rassenpflege. Ein Leitfaden zum Selbststudium und für den Unterricht. J. F. Lehmanns Verlag, München 1933.
- Rassenkundliche Bestimmungs-Tafeln für Augen-, Haar- und Hautfarben und für die Iriszeichnung. J. F. Lehmanns Verlag, München 1935.
- Rassenkunde deutscher Gaue. J. F. Lehmanns Verlag, München 1935.
- Deutsche Rassenköpfe. J. F. Lehmanns Verlag, München 1935.
- Taschenbuch der rassenkundlichen Meßtechnik. J. F. Lehmanns Verlag, München 1937 Digitalisat.